# بيتر كارترايت (ممثل)
بيتر كارترايت (بالإنجليزية: Peter Cartwright)‏ هو ممثل بريطاني، ولد في 30 أغسطس 1935 في كروجرزدروب ‏ في جنوب أفريقيا، وتوفي في 18 نوفمبر 2013 في لندن في المملكة المتحدة.

## أعمال

### أفلام
- (2007) هاري بوتر وجماعة العنقاء[3][4]

## وصلات خارجية
- بيتر كارترايت على موقع IMDb (الإنجليزية)
- بيتر كارترايت على موقع ألو سيني (الفرنسية)
- بيتر كارترايت على موقع أول موفي (الإنجليزية)
- بيتر كارترايت على موقع قاعدة بيانات الأفلام السويدية (السويدية)
- بيتر كارترايت على موقع قاعدة بيانات الفيلم (الإنجليزية)
- بيتر كارترايت على موقع كينوبويسك (الروسية)